# 派屈克·威爾森
派屈克·“派特”·喬治·威爾森（英語：Patrick "Pat" George Wilson，1969年2月1日—）以另類搖滾樂團「威瑟」（Weezer）的鼓手最為人熟知，他同時也是「特別仁慈」（The Special Goodness）樂團的主唱。

## 音樂作品

### 威瑟樂團
- 1994年－藍色專輯（Weezer - The Blue Album）
- 1996年－私家偵探（Pinkerton）
- 2001年－綠色專輯（Weezer - The Green Album）
- 2002年－呆頭呆腦（Maladroit）
- 2005年－偽裝（Make Believe）
- 2008年－紅色專輯（Weezer - The Red Album）

### The Special Goodness
- 1998年－Special Goodness
- 2001年－At Some Point, Birds and Flowers Became Interesting（又稱 "Pinecone"）
- 2003年－Land Air Sea

### The Rentals
- 1995年－Return of the Rentals

### 瑞弗斯·柯摩
- 2007年－獨白：自宅錄音特輯（Alone: The Home Recordings of Rivers Cuomo，在「Lemonade」一曲擔任共同作曲和鼓手）

### Homie
- 1998年－《寶里寶氣大追擊》（Meet the Deedles）原聲帶（於「American Girls」一曲中擔任鼓手）

## 外部連結
- 派屈克·威爾森傳記
- 派屈克·威爾森在 Twitter （页面存档备份，存于）